# Liste der Naturschutzgebiete im Landkreis Erlangen-Höchstadt
Im Landkreis Erlangen-Höchstadt gibt es sechs Naturschutzgebiete (Stand Dezember 2018). Das größte Naturschutzgebiet im Kreis ist das 1994 eingerichtete Naturschutzgebiet Tennenloher Forst.
| Name                                     | Bild | Kennung                      | Einzelheiten | Position | Fläche Hektar | Datum |
| ---------------------------------------- | ---- | ---------------------------- | --- | -------- | ------------- | ----- |
| Feuchtwiesen Ziegenanger bei Neuhaus     |      | NSG-00340.01 WDPA: 163088    | Adelsdorf Ausgedehnte flache Wiesenlage inmitten einer sichtoffenen Agrarlandschaft.                                   | ⊙        | 34,83         | 1988  |
| Weiherkette nördlich Bösenbechhofen      |      | NSG-00754.01 WDPA: 555560673 | Höchstadt an der Aisch Vielfältige Weiherlandschaft und Auwald. Vorkommen des Kammmolchs sowie der Großen Moosjungfer. | ⊙        | 23,06         | 2012  |
| Tennenloher Forst                        |      | NSG-00483.01 WDPA: 165851    | Forst Tennenlohe Charakteristischer Ausschnitt des Sebalder Reichswaldes.                                              | ⊙        | 955,95        | 1994  |
| Vogelfreistätte Weihergebiet bei Mohrhof |      | NSG-00167.01 WDPA: 82807     | Poppenwind Ausgedehnter Teichkomplex mit bald 100 Teichen.                                                             | ⊙        | 128,87        | 1982  |
| Weihergebiet bei Krausenbechhofen        |      | NSG-00314.01 WDPA: 166208    | Krausenbechhofen Typische Teichgruppen des Aischgrundes.                                                               | ⊙        | 26,25         | 1987  |
| Wildnis am Rathsberg                     |      | NSG-00514.01 WDPA: 166315    | Rathsberg Naturnahe Laub- und Mischwälder.                                                                             | ⊙        | 26,60         | 2015  |
| Legende für Naturschutzgebiet            |      |                              | |          |               |       |